# Cabinet Albrecht II
Land de Basse-Saxe
Albrecht I Albrecht III
Le cabinet Albrecht II (en allemand : Kabinett Albrecht II) est le gouvernement du Land allemand de la Basse-Saxe entre le 19 janvier 1977 et le 28 juin 1978, durant la huitième législature du Landtag.

## Majorité et historique
Dirigé par le ministre-président chrétien-démocrate sortant Ernst Albrecht, ce gouvernement est constitué et soutenu par une « coalition noire-jaune » entre l'Union chrétienne-démocrate d'Allemagne (CDU) et le Parti libéral-démocrate (FDP). Ensemble, ils disposent de 88 députés sur 155, soit 56,8 % des sièges au Landtag.
Il succède au cabinet Albrecht I, gouvernement minoritaire constitué de la seule CDU et formé le 6 février 1976, à la suite de l'élection inattendue d'Albrecht comme ministre-président, du fait d'une division de la « coalition sociale-libérale » que constituaient alors le Parti social-démocrate d'Allemagne (SPD) et le FDP.
À l'occasion des élections régionales du 4 juin 1978, la CDU conquiert une majorité absolue de sièges avec 48,7 % des voix, tandis que le FDP se retrouve exclu du Landtag, faute d'avoir franchi la barre des 5 % des suffrages exprimés. Conforté, Ernst Albrecht forme alors le cabinet Albrecht III.

## Composition

### Initiale (19 janvier 1977)
- Les nouveaux ministres sont indiqués en gras, ceux ayant changé d'attributions en italique.

| Portefeuille                                                    | Titulaire | Titulaire            | Parti |
| --------------------------------------------------------------- | --------- | -------------------- | ----- |
| Ministre-président                                              |           | Ernst Albrecht       | CDU   |
| Vice-ministre-président Ministre de l'Intérieur                 |           | Rötger Groß          | FDP   |
| Ministre de l'Économie et des Transports                        |           | Erich Küpker         | FDP   |
| Ministre de l'Alimentation, de l'Agriculture et des Forêts      |           | Gerhard Glup         | CDU   |
| Ministre des Finances                                           |           | Walther Leisler Kiep | CDU   |
| Ministre de la Justice                                          |           | Hans Puvogel         | CDU   |
| Ministre de l'Éducation Ministre de la Science et de la Culture |           | Werner Remmers       | CDU   |
| Ministre des Affaires sociales                                  |           | Hermann Schnipkoweit | CDU   |
| Ministre des Affaires fédérales                                 |           | Wilfried Hasselmann  | CDU   |

### Remaniement du 16 février 1977
- Les nouveaux ministres sont indiqués en gras, ceux ayant changé d'attributions en italique.

| Portefeuille                                               | Titulaire | Titulaire                                                       | Parti |
| ---------------------------------------------------------- | --------- | --------------------------------------------------------------- | ----- |
| Ministre-président                                         |           | Ernst Albrecht                                                  | CDU   |
| Vice-ministre-président Ministre de l'Intérieur            |           | Rötger Groß                                                     | FDP   |
| Ministre de l'Économie et des Transports                   |           | Erich Küpker                                                    | FDP   |
| Ministre de l'Alimentation, de l'Agriculture et des Forêts |           | Gerhard Glup                                                    | CDU   |
| Ministre des Finances                                      |           | Walther Leisler Kiep                                            | CDU   |
| Ministre de la Justice                                     |           | Hans Puvogel (jusqu'au 04/04/1978) Ernst Albrecht (par intérim) | CDU   |
| Ministre de l'Éducation                                    |           | Werner Remmers                                                  | CDU   |
| Ministre de la Science et de la Culture                    |           | Eduard Pestel                                                   | CDU   |
| Ministre des Affaires sociales                             |           | Hermann Schnipkoweit                                            | CDU   |
| Ministre des Affaires fédérales                            |           | Wilfried Hasselmann                                             | CDU   |